# Scleria sheilae
Scleria sheilae är en halvgräsart som beskrevs av Jean Raynal. Scleria sheilae ingår i släktet Scleria och familjen halvgräs.
Artens utbredningsområde är Kamerun. Inga underarter finns listade i Catalogue of Life.